# ويغر
ويغر هي رواية صدرت عام 1974 كتبها ويليام غولدمان، وتدور حول فتاة صغيرة تفقد بطانيتها. سُمي الكتاب على اسم بطانية كانت تعود إلى سوزانا ابنة غولدمان.
قال غولدمان إن الرواية كانت واحدة من أعماله المفضلة، وصرّح بأن كتابتها كانت تجربة رائعة مقارنةً بما هي عليه الأمور عادة.
اختارت جمعية دراسة الطفل الرواية كتاب العام. لم يكتب غولدمان أي كتاب أطفال آخر من بعد ذلك.
خرجت رواية ويغر من الطباعة، وتُعتبر الآن نادرة بين جامعي الكتب؛ ويرجع ذلك جزئيًا إلى عنوان الكتاب، إذ أن كلمة ويغر في العامية الأمريكية تُستخدم للإشارة إلى شخص أبيض يقلّد ويتبنّى سلوك الأمريكيين من أصل أفريقي. الكلمة مشتقة من المصطلح المهين الزنجي الأبيض، وتُعد مهينة للغاية.
الكتاب مرتبط بمشكلات مراجعة حقوق النشر، كما هو الحال مع العديد من أعمال غولدمان المبكرة، منذ وفاته

## الملخص الرواية
سوزانا هي فتاة صغيرة، تفقد والديها في حادث سير مأساوي. وبعد ذلك، تتعرض للإهمال والتخلي من قِبل جميع أقاربها من جهة الدم، فيتم نقلها إلى دار للأيتام تُعرف باسم البيت.
وسط الفقر واليأس، تجد سوزانا عزاءها الوحيد في بطانيتها التي أسمتها ويغر. كانت ويغر من وجهة نظر سوزانا كائناً حياً يشعر ويتكلم معها، حيث كانت تستخدم المزاح والحديث اللطيف لتهدئتها ومواساتها في ظل ظروفها القاسية.
ولكن عندما تفقد سوزانا بطانيتها، تشعر بالحزن والفراغ، وتبدأ في رحلة بحث مليئة بالمغامرة من أجل استعادة ويغر، تلك البطانية التي كانت تمثل لها الأمان والحب والانتماء.